# Felix Aylmer
Felix Edward Aylmer Jones, OBE (Corsham, 21 febbraio 1889 – Pyrford, 2 settembre 1979), è stato un attore britannico.
Era il figlio di Lilian Cookworthy e del Tenente Colonnello Thomas Edward Aylmer Jones.

## Filmografia
- L'uomo che vide il futuro (The Clairvoyant), regia di Maurice Elvey (1934)
- Il duca di ferro (The Iron Duke), regia di Victor Saville (1934)
- The Divine Spark, regia di Carmine Gallone (1935)
- Come vi piace (As You Like It), regia di Paul Czinner (1936)
- Labbra sognanti (Dreaming Lips), regia di Paul Czinner (1937)
- The Vicar of Bray, regia di Henry Edwards (1937)
- Fiamme di passione (Bank Holiday), regia di Carol Reed (1938)
- Vogliamo la celebrità (Break the News), regia di René Clair (1938)
- La cittadella (The Citadel), regia di King Vidor (1938)
- Il maggiore Barbara (Major Barbara), regia di Gabriel Pascal (1941)
- Duello a Berlino (The Life and Death of Colonel Blimp), regia di Michael Powell e Emeric Pressburger (1943)
- Enrico V (The Chronicle History of King Henry the Fifth with His Battell Fought at Agincourt in France), regia di Laurence Olivier (1944)
- The Way to the Stars, regia di Anthony Asquith (1945)
- Cesare e Cleopatra (Caesar and Cleopatra), regia di Gabriel Pascal (1945)
- Prigioniero della paura (The October Man), regia di Roy Ward Baker (1947)
- Amleto (Hamlet), regia di Laurence Olivier (1948)
- Edoardo mio figlio (Edward, My Son), regia di George Cukor (1949)
- Cristoforo Colombo (Christopher Columbus), regia di David MacDonald (1949)
- Il principe delle volpi (Prince of Foxes), regia di Henry King (1949)
- Trio, regia di Ken Annakin (1950)
- Tragica incertezza (So Long at the Fair), regia di Anthony Darnborough e Terence Fisher (1950)
- Il viaggio indimenticabile (No Highway in the Sky), regia di Henry Koster (1951)
- Quo vadis, regia di Mervyn LeRoy (1951)
- La grande passione (I'll Never Forget You), regia di Roy Ward Baker (1951)
- Ivanhoe, regia di Richard Thorpe (1952)
- Illusione (The Man Who Watched Trains Go By), regia di Harold French (1952)
- I cavalieri della Tavola Rotonda (Knights of the Round Table), regia di Richard Thorpe (1953)
- Amami... e non giocare (Loser Takes All), regia di Ken Annakin (1956)
- Anastasia, regia di Anatole Litvak (1956)
- Santa Giovanna (Saint Joan), regia di Otto Preminger (1957)
- Tavole separate (Separate Tables), regia di Delbert Mann (1958)
- L'affare Dreyfus (I Accuse!), regia di José Ferrer (1958)
- La mummia (The Mummy), regia di Terence Fisher (1959)
- Corruzione a Jamestown (Never Take Sweets from a Stranger), regia di Cyril Frankel (1960)
- Dalla terrazza (From the Terrace), regia di Mark Robson (1960)
- Exodus, regia di Otto Preminger (1960)
- Astronauti per forza (The Road to Hong Kong), regia di Norman Panama (1962)
- Becket e il suo re (Becket), regia di Peter Glenville (1964)
- Il giardino di gesso (The Chalk Garden), regia di Ronald Neame (1964)

## Doppiatori italiani
- Amilcare Pettinelli in Duello a Berlino, Enrico V, Amleto, Cristoforo Colombo, Il principe delle volpi, Ivanhoe, I cavalieri della Tavola Rotonda, Anastasia, La mummia, Dalla terrazza, Exodus, Astronauti per forza
- Giorgio Capecchi in Tragica incertezza, Il giardino di gesso
- Olinto Cristina in Quo vadis
- Aldo Silvani in Becket e il suo re